# Picornavirals
Picornavirales (del llatí: pico, petit + rna + virales, relatiu a virus) és un ordre de virus que tenen com a hostes vertebrats, insectes i plantes. En la classificació de Baltimore les famílies d'aquest ordre pertanyen a la classe IV. Aquest grup consta de virus que tenen genomes amb (+) ARN en banda simple i sense embolcall.

## Refeències
1. ↑  Le Gall O, Christian P, Fauquet CM, King AM, Knowles NJ, Nakashima N, Stanway G, Gorbalenya AE "Picornavirales, a proposed order of positive-sense single-stranded RNA viruses with a pseudo-T = 3 virion architecture." Arch Virol. 2008;153(4):715-27
2. ↑  Fauquet, C.M.; Mayo, M.A; Maniloff, J.; Desselberger, U.; Ball, L.A. (editors) Virus Taxonomy: Classification and Nomenclature of Viruses Elsevier Academic Press any 2005